# Свети Антон (Копар)
Свети Антон (словен. Sveti Anton, итал. Sant'Antonio) је насељено место у општини Копар, Обално-Крашка регија, Словенија.

## Историја
До територијалне реорганизације у Словенији био је у саставу старе општине Копар.

## Становништво
У попису становништва из 2011. године, Свети Антон је имао 1.736 становника.
| Број становника према пописима | Број становника према пописима | Број становника према пописима |
| ------------------------------ | ------------------------------ | ------------------------------ |
| 1991                           | 2002                           | 2011                           |
| 979                            | 1.343                          | 1.736                          |

Напомена: Од 1958. до 1992. године исказивано под именом Придвор. Године 1992. повећана за насеља Коцјанчичи и Поток, која су укинута.